# Неко други
„Неко други” (словен. Nekdo drug) је југословенски и словеначки филм први пут приказан 7. новембра 1989. године. Режирао га је Боштјан Врховец а сценарио су написали Андреј Гогала и Бранко Градишник.

## Улоге
| Глумац          | Улога               |
| --------------- | ------------------- |
| Маја Бох        | Иртев               |
| Емил Церар      | Ерпалкар            |
| Силва Чусин     |                     |
| Иво Годнич      | Натакар             |
| Боштјан Хладник |                     |
| Марјан Хластец  |                     |
| Весна Јевникар  |                     |
| Тоне Кобсе      | Милиционер у цивилу |
| Јуриј Коренц    | Љубимац             |
| Бране Краљевић  |                     |
| Владо Креслин   | Незнанац            |
| Гојмир Лесњак   | Доктор Церар        |
| Андреја Лужник  | Млада девојка       |
| Наташа Матјашец | Млада возачица      |
| Марко Млачник   | Дамјан Петрич       |
| Владо Новак     |                     |

Остале улоге ▼
| Глумац                 | Улога                |
| ---------------------- | -------------------- |
| Бернарда Оман          | Јана Петрич          |
| Макс Осоле             | Болничар             |
| Олга Пајек             | Лекака               |
| Санди Павлин           | Психијатар           |
| Томаж Пипан            | милиционер           |
| Барбара Лапајне Предин | Мија                 |
| Павле Равнохриб        |                      |
| Франци Ретељ           | Лекар                |
| Младен Робник          | Милиционер у цивилу  |
| Лојзе Розман           | Дамјанов отац        |
| Лука Симони            | Златар               |
| Дамјан Уличевић        | Панкер               |
| Метода Зорчич          | Сестра у интензивној |